# Okręg wyborczy Ashburton
Okręg wyborczy Ashburton powstał w 1298 r. i wysyłał do angielskiej, a następnie brytyjskiej, Izby Gmin dwóch deputowanych. Okręg wysłał swoich deputowanych do parlamentu 1298 r. Kolejnych deputowanych wysłał dopiero w 1640 r. i od tamtej pory był regularnie reprezentowany w Izbie Gmin. Okręg obejmował miasto Ashburton w hrabstwie Devon. W 1832 r. liczbę mandatów przypadających na okręg zmniejszono do jednego. Okręg został zlikwidowany w 1868 r., ale przywrócono go ponownie w 1885 r. Ostatecznie zniesiono go w 1918 r.

## Deputowani do brytyjskiej Izby Gmin z okręgu Ashburton

### Deputowani w latach 1298–1660
- 1640–1648: John Northcote
- 1640–1648: Edmund Fowell
- 1659: John Fowell
- 1659: Thomas Reynell

### Deputowani w latach 1660–1832
- 1660–1661: William Courtenay
- 1660–1677: John Fowell
- 1661–1677: George Sondes
- 1677–1679: William Stawell
- 1677–1679: Rawlin Mallock
- 1679–1685: Thomas Reynell
- 1679–1681: Richard Duke
- 1681–1689: William Stawell
- 1685–1689: Edward Yarde
- 1689–1690: William Yonge
- 1689–1690: Thomas Reynell
- 1690–1702: William Stawell
- 1690–1695: Richard Reynell
- 1695–1701: Richard Duke
- 1701–1705: Thomas Lear
- 1702–1708: Richard Reynell
- 1705–1708: Gilbert Yarde
- 1708–1711: Roger Tuckfield
- 1708–1710: Robert Balle
- 1710–1711: Richard Lloyd
- 1711–1734: Richard Reynell
- 1711–1711: George Courtenay
- 1711–1713: Andrew Quick
- 1713–1739: Roger Tuckfield
- 1734–1735: William Yonge
- 1735–1741: Thomas Bladen
- 1739–1741: Joseph Taylor
- 1741–1767: John Harris
- 1741–1754: John Arscott
- 1754–1761: George Brodrick, 3. wicehrabia Midleton
- 1761–1768: Thomas Walpole
- 1767–1768: Robert Palk
- 1768–1774: Laurence Sulivan
- 1768–1784: Charles Boone
- 1774–1787: Robert Palk
- 1784–1802: Robert Mackreth
- 1787–1796: Lawrence Palk
- 1796–1811: Walter Palk
- 1802–1806: Hugh Inglis
- 1806–1807: Gilbert Elliot, wigowie
- 1807–1812: lord William Bentinck
- 1811–1818: John Sullivan
- 1812–1818: Richard Preston
- 1818–1831: Lawrence Vaughan Palk
- 1818–1826: Johh Copley, torysi
- 1826–1830: William Sturges Bourne, torysi
- 1830–1831: Charles Arbuthnot, torysi
- 1831–1832: William Stephen Poyntz, wigowie
- 1831–1832: Robert Torrens

### Deputowani w latach 1832–1868
- 1832–1835: William Stephen Poyntz, wigowie
- 1835–1841: Charles Lushington, wigowie
- 1841–1843: William Jardine, wigowie
- 1843–1852: James Matheson, wigowie
- 1852–1859: George Moffatt, wigowie
- 1859–1865: John Harvey Astell, Partia Konserwatywna
- 1865–1868: Robert Jardine, Partia Liberalna

### Deputowani w latach 1885–1918
- 1885–1904: Charles Seale-Hayne, Partia Liberalna
- 1904–1908: Harry Trelawney Eve, Partia Liberalna
- 1908–1910: Ernest Morrison-Bell, Partia Konserwatywna
- 1910–1910: Charles Roden Buxton, Partia Liberalna
- 1910–1918: Ernest Morrison-Bell, Partia Konserwatywna